# フラン・ガメス
フランシスコ・ガメス・ロペス（Francisco Gámez López , 1991年7月27日 - ）は、スペイン・バレンシア州バレンシア県サグント出身のプロサッカー選手。セグンダ・ディビシオンのCDエルデンセに所属している。ポジションはDF。

## 来歴
2010年に地域リーグのCDアセロでプロデビューし、3年間プレー。2013年6月にセグンダ・ディビシオンBのアトレティコ・サグンティーノに移籍。4シーズン半主力として活躍し、計21ゴールを決めた。
2018年1月30日、RCDマヨルカと2年半の契約を締結。2018-19シーズンはセグンダ・ディビシオンで6位で終了し、昇格プレーオフに進出。プレーオフではCDヌマンシアとデポルティーボ・ラ・コルーニャを下し、2019-20シーズンは、ガメス自身プロ10年目で初めてラ・リーガでプレーすることになった。
2021年7月15日、レアル・サラゴサへ移籍し、2年契約を結んだ。
2024年7月27日、CDエルデンセに2年契約で移籍した。